# أجرام السماء العميقة

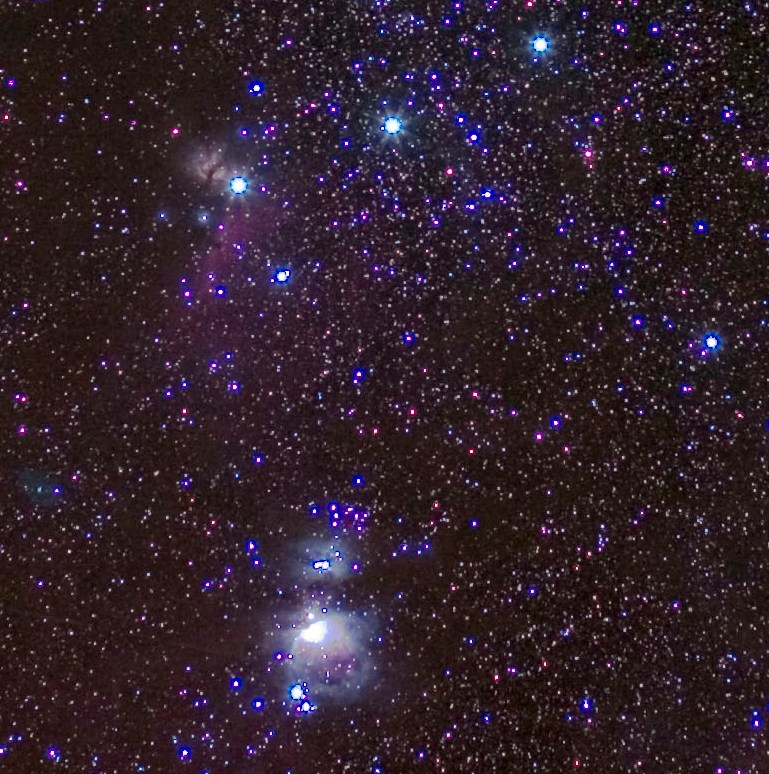
العديد من السدم في كوكبة الجبار يطلق عليها أجسام السماء العميقة

أجرام السماء العميقة (بالإنجليزية: Deep-sky object)‏ هي الأجسام الفلكية الأخرى غير النجوم الفردية وأجرام النظام الشمسي مثل الشمس والقمر والكواكب والمذنبات يستخدم لفظ أجرام السماء العميقة في الغالب من قبل علماء الفلك الهواة للدلالة على الأجرام الباهتة للعين المجردة والتلسكوبات، مثل عناقيد النجوم والسدم والمجرات البعيدة. بدأ تصنيف الأجسام الفلكية غير النجمية بعد اختراع التلسكوب. كتالوج تشارلز ميسييه كان واحدا من أقدم القوائم الذي شمل 103 من السدم وغيرها من الأجرام الغامضة والباهتة وغيوم من الغبار والغاز. ويعتبر الفهرس العام الجديد واحدا من أكبر الفهارس الشاملة، لأنه يشمل جميع أنواع الأجسام مثل التجمعات النجمية وانواع السدم والمجرات، بالإضافة إلى فهرس المجرات وتجمعات المجرات الذي قام بإنشائه العالم الفلكي فريتز زفيكي والفيزيائيون العاملون معه؛ ورصدوا فيه المجرات وتجمعاتها بين عامي 1961 - 1968.